# Teuzzone
Teuzzone é uma ópera de libreto italiano em três atos do compositor italiano barroco Antonio Vivaldi, com libreto de Antonio Pazzoni Mantova. Teve a primeira execução pública no Teatro Arquiducal de Mântua, na Itália. A ação é ambientada na China imperial, em uma época imprecisa.

## Personagens
| Troncone (imperador da China)                        | tenor     |
| Teuzzone (filho de Troncone) (personagem travestido) | soprano   |
| Zidiana (concubina de Troncone)                      | contralto |
| Zelinda (princesa da tártara)                        | contralto |
| Cino (governador do reino) (personagem travestido)   | soprano   |
| Sivenio (general do reino)                           | baixo     |
| Egaro (capitão da guarda) (personagem travestido)    | contralto |
| Argonte (príncipe tártaro)                           | tenor     |